# Solanina
La solanina è un alcaloide glicosidico stereoideo tossico, prodotto da alcune solanacee. È presente in ogni parte della pianta, comprese foglie, frutti e radici, in quanto è una difesa della pianta contro funghi e insetti.
È tossica anche in modeste quantità. 
La solanina è presente nella patata a basse dosi (meno di 10 mg per 100 g) ed è concentrata soprattutto nella buccia, che è quindi meglio togliere. Quando la concentrazione è più elevata, come in alcune varietà, ne deriva un gusto amaro del tubero. Per le patate, il contenuto massimo accettabile di solanina è stato stimato in 25 mg per 100 g. 
La solanina è scarsamente solubile in acqua e non è eliminata dalla normale cottura, perché viene degradata solo a temperature superiori ai 243 °C; la cottura a 170 °C (come nel caso della frittura) può ridurne la quantità, anche se non è in grado di eliminarla completamente.

## Avvelenamento
I sintomi dell'avvelenamento sono innanzitutto disturbi del sonno, gastrointestinali e neurologici, come nausea, diarrea, vomito, crampi allo stomaco, bruciore alla gola, mal di testa e vertigini. Sono anche stati riportati allucinazioni, paralisi, febbre nei casi più gravi. L'ingestione di solanina provoca raramente la morte ma può causare delle emorragie, specie alla retina.
Secondo alcuni studi, da 2 a 5 mg per chilogrammo di peso del soggetto ingerente causano intossicazione nei roditori, e da 3 a 6 mg/kg si possono stimare quale dose mortale nell'uomo. I sintomi insorgono da 8 a 12 ore dopo l'ingestione, ma in alte concentrazioni anche dopo soli 30 minuti.
Le patate verdi, colorazione dovuta all'esposizione alla luce o al freddo, contengono una cospicua quantità di solanina, con valori che possono anche arrivare a 1 mg/g.

## Biosintesi

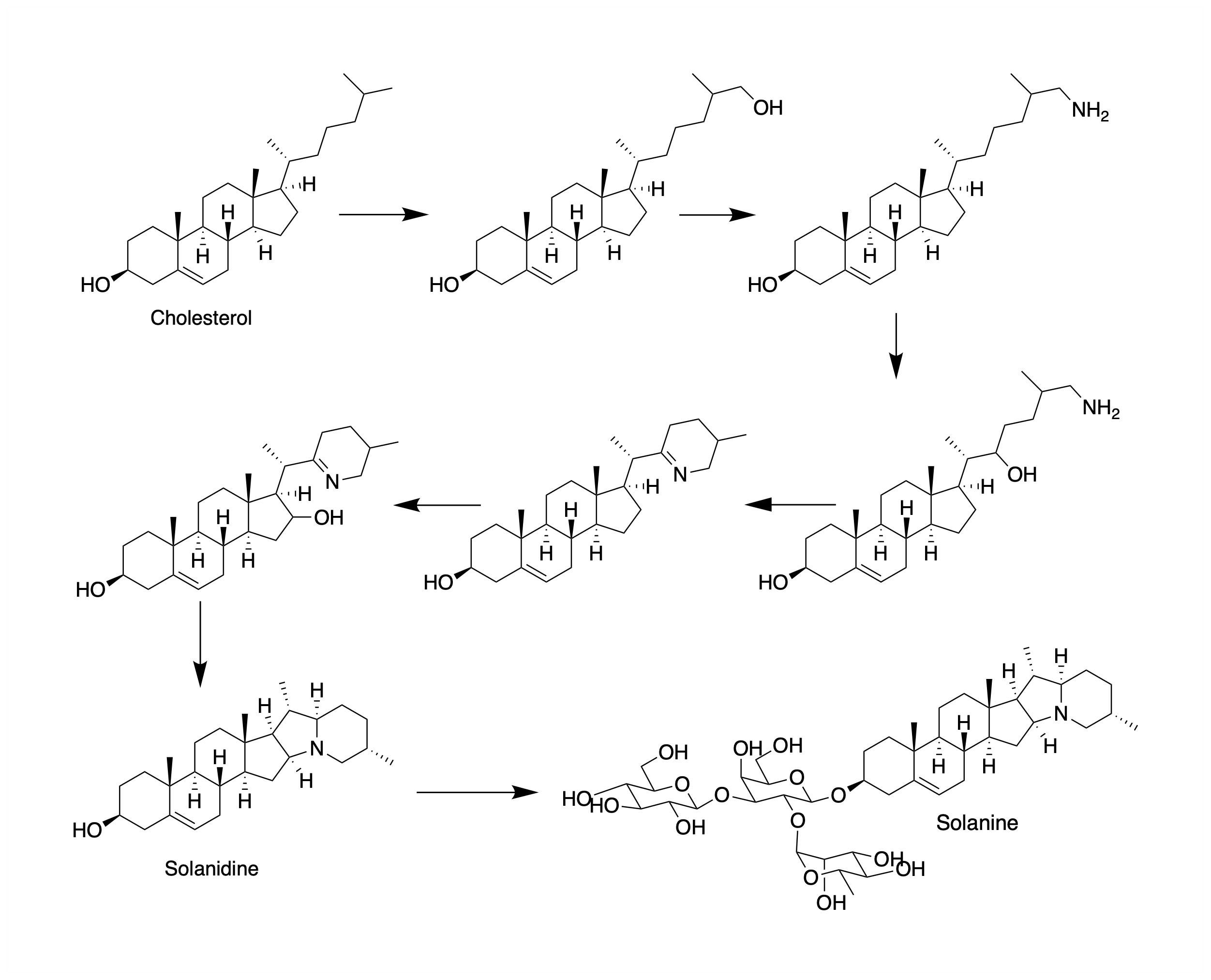
Biosintesi della solanina a partire dal colesterolo

La solanina si produce quando il fusto, i tuberi o le foglie della pianta vengono esposti alla luce solare, ciò stimola la biosintesi della solanina e di altri glicoalcaloidi come meccanismo di difesa, affinché non venga mangiata. È quindi considerata un pesticida naturale.
Sebbene siano rappresentate le strutture degli intermedi di questa via biosintetica, molti degli enzimi specifici coinvolti in questi processi chimici non sono noti. Tuttavia, si sa che nella biosintesi della solanina, il colesterolo viene inizialmente convertito nell’alcaloide steroideo solanidina. Questo avviene tramite una serie di reazioni di idrossilazione, transaminazione, ossidazione, ciclizzazione, disidratazione e riduzione. In particolare, la formazione della solanidina implica reazioni sequenziali di idrossilazione, transaminazione e ciclizzazione. La solanidina viene poi convertita in solanina tramite una serie di reazioni di glicosilazione catalizzate da specifiche glicosiltransferasi.
Piante come la patata e il pomodoro sintetizzano costantemente bassi livelli di glicoalcaloidi come la solanina. Tuttavia, in condizioni di stress, come la presenza di un parassita o di un erbivoro, aumentano la sintesi di composti come la solanina come difesa chimica naturale. Questo rapido aumento nella concentrazione di glicoalcaloidi conferisce alle patate un sapore amaro, e stimoli stressanti come la luce stimolano anche la fotosintesi e l'accumulo di clorofilla. Di conseguenza, le patate diventano verdi, risultando così sgradevoli ai parassiti. Altri fattori di stress che possono stimolare un aumento della biosintesi di solanina includono danni meccanici, condizioni di conservazione non corrette, processi alimentari inadeguati e germogliazione. La maggiore concentrazione di solanina in risposta allo stress si trova sulla superficie, nella buccia, rendendola un meccanismo di difesa ancora più efficace contro i parassiti che tentano di consumarla.